# What If... the Watcher Broke His Oath?
"What If... the Watcher Broke His Oath?" es el noveno y último episodio de la primera temporada de la serie de televisión animada estadounidense What If...?, basada en la serie de Marvel Comics del mismo nombre. Continúa la historia del episodio anterior, en el que el Vigilante y el Doctor Strange Supremo reclutan a varios héroes de realidades paralelas para luchar contra una versión alternativa de Ultrón. El episodio fue escrito por el escritor principal AC Bradley y dirigido por Bryan Andrews.
Jeffrey Wright narra la serie como el Vigilante, y este episodio también cuenta con las voces de Hayley Atwell, Lake Bell, Frank Grillo, Georges St-Pierre, Chadwick Boseman, Michael B. Jordan, Chris Hemsworth, Benedict Cumberbatch (Strange), Toby Jones, Tom Hiddleston, Kurt Russell, Samuel L. Jackson y Mick Wingert. La serie comenzó a desarrollarse en septiembre de 2018, Andrews se unió poco después y se esperaba que muchos actores repitieran sus papeles de las películas del Universo cinematográfico de Marvel. La animación del episodio estuvo a cargo de Flying Bark Productions, con Stephan Franck como jefe de animación.
"What If... the Watcher Broke His Oath?" se estrenó por  Disney+ el 6 de octubre de 2021. Los críticos elogiaron el episodio por traer un final satisfactorio a la temporada, su animación y la química entre los Guardianes del Multiverso, aunque criticaron la aparición inesperada de la variante de Gamora debido al retraso de su episodio.

## Trama
En el universo de la Capitana Peggy Carter,  emprende una misión con la Natasha Romanoff de ese universo; mientras enfrenta a Georges Batroc, es interrumpida por el Vigilante, quien la ha elegido para su equipo. En el universo de Star-Lord T'Challa,  T'Challa ayuda a Peter Quill a derrotar a Ego antes de que el Vigilante lo reclute. Después de reclutar a Carter y T'Challa, el Vigilante recluta a Erik "Killmonger" Stevens, Thor y una versión de Gamora que lucha en Sakaar junto a Tony Stark y mató a su versión de Thanos de sus respectivos universos.  Juntos, forman los Guardianes del Multiverso junto al Dr. Stephen Strange Supreme para luchar contra Ultrón, que planea destruir el Multiverso. 
El equipo se prepara para la batalla en un universo que carece de vida inteligente, pero Thor accidentalmente llama la atención de Ultrón. Se produce una batalla, que termina con T'Challa robando la Gema del Alma y Strange teletransportando a una horda de zombis, incluida una Wanda Maximoff zombificada a Ultron,  antes de escapar al universo natal de Ultrón. Allí se encuentran con la Natasha Romanoff de ese universo antes de ser interrumpidos por Ultrón que regresa, quien había derrotado a los zombies. El equipo logra someter a Ultrón, y Gamora usa el Infinity Crusher en un intento de destruir las Gemas del Infinito. Esto falla ya que la máquina no reconoce las Gemas ya que son de universos diferentes.
Ultrón vuelve a involucrar al equipo y comienza a dominarlos. Romanoff, con la ayuda de Carter, dispara a Ultron con la flecha de Clint Barton que contiene la conciencia de Arnim Zola.  La IA de Zola destruye la mente de Ultrón, pero Killmonger roba la armadura de Ultrón y las Gemas, diciéndoles a los Guardianes que el poder podría "arreglar sus mundos", pero ellos se niegan. Zola reactiva el cuerpo de Vision y comienza a luchar contra Killmonger por las Gemas. Strange y el Vigilante los congelan en el tiempo y los sellan dentro de una dimensión de bolsillo, que Strange acepta vigilar.
El Vigilante devuelve a Carter, T'Challa, Thor y Gamora a sus universos de origen; sin embargo Romanoff se niega a regresar a su propio universo sin vida. Al escucharla, Vigilante la envía al universo donde la mayoría de los Vengadores (incluido la Romanoff de ese universo) fueron asesinados por Yellowjacket y ayuda a Nick Fury a detener la invasión de Loki. Habiendo alejado el peligro por ahora, El Vigilante continúa vigilando el Multiverso, que ahora promete proteger.
En una escena mitad de créditos después de regresar a su universo, Carter y la Romanoff de su universo derrotan a Batroc antes de descubrir la armadura Hydra Stomper; Romanoff le comenta a Carter que han encontrado a alguien allí.

## Producción

### Desarrollo
En septiembre de 2018, Marvel Studios estaba desarrollando una serie de antología animada basada en los cómics What If...?, que explorarían cómo se alterarían las películas del Universo Cinematográfico de Marvel (MCU) si ciertos eventos ocurrieran de manera diferente.    El escritor principal AC Bradley se unió al proyecto en octubre de 2018,  y el director Bryan Andrews se reunió con el ejecutivo de Marvel Studios, Brad Winderbaum, sobre el proyecto ya en 2018;  La participación de Bradley y Andrews se anunció en agosto de 2019.  Son productores ejecutivos junto a Winderbaum, Kevin Feige, Louis D'Esposito y Victoria Alonso.  Bradley escribió el noveno episodio, titulado "What If... the Watcher Broke His Oath?", que se lanzó en Disney+ el 6 de octubre de 2021. En la historia alternativa del episodio, Ultrón continúa con sus planes después de haber transferido con éxito su conciencia al cuerpo de Vision. El episodio también reimagina momentos de las películas Los Vengadores (2012), Capitán América: El Soldado de Invierno (2014), Avengers: La era de Ultrón (2015), Guardianes de la Galaxia Vol. 2 (2017), Thor: Ragnarok (2017), Avengers: Infinity War (2018) y Avengers: Endgame (2019). 

### Escritura
A diferencia de otros episodios, este episodio actúa como continuación directa del anterior. Andrews declaró que el equipo creativo siempre planeó hacer que este episodio reuniera todas las historias de episodios anteriores y Bradley afirmó que la principal fuente de tensión del final de temporada es si El Vigilante romperá su juramento de no interferir o se quedará como siempre sin hacer nada, reflexionando si siempre mirará y no interferirá o si "una historia" lo obligará a intervenir. Bradley también sintió que el episodio finalmente responderá al final del programa. 
El episodio volvería a visitar varios personajes de episodios anteriores, incluidos Peggy Carter/Capitana Carter del primer episodio, Doctor Strange Supremo del cuarto episodio, Thor del séptimo episodio y Erik "Killmonger" Stevens del sexto episodio.  En este episodio se presenta una Gamora alternativa que mató a Thanos; un episodio que explora su escenario hipotético originalmente estaba previsto para lanzarse durante la primera temporada, pero se retrasó hasta la segunda debido a problemas de producción relacionados con la pandemia de COVID-19.  Bradley reveló que fue al principio de la producción cuando se decidió que estos personajes regresarían para una resolución en el final, por lo que el final de cada episodio tuvo un suspenso. 
El episodio incluyó una escena a mitad de créditos con la Capitana Carter, siendo la primera escena posterior a los créditos del programa. Al principio del desarrollo del programa, se discutió tener una escena posterior a los créditos en cada episodio; Winderbaum y Feige insistieron en no hacerlo y transmitir los episodios sin contenido adicional, pero el equipo creativo finalmente sintió la necesidad de incluir una escena posterior a los créditos en el final de la temporada para provocar posibles aventuras adicionales en la próxima segunda temporada, especialmente para Capitana Carter debido a su popularidad entre el equipo del programa. El ímpetu para la toma final de la escena fue la "forma" que tuvo el equipo de pedirle a Marvel Studios que les permitiera explorar más el universo de Capitana Carter.  La escena de mitad de créditos también muestra a Carter como amiga de Natasha Romanoff / Black Widow de su universo, siendo dos mujeres fuertes que "se apoyan mutuamente, salvan el día y se divierten juntas", sin celos ni competencia entre ellas. Bradley inspiró su amistad con la que Steve Rogers / Capitán América tiene con Bucky Barnes / Soldado de Invierno en la serie de películas, además de las amistades que tiene con sus amigas. 
El Vigilante envía a Natasha Romanoff del mundo distópico de Ultron al mundo que se ve en el tercer episodio de la temporada porque el creativo se dio cuenta de que devolverla a su mundo "era un destino peor que la muerte". Bradley agregó que esta decisión surgió de lo que querían decir sobre la Vigilante, que "ama estas historias, estas personas, estos héroes" y cómo no querría desterrarla sola a su mundo original. 

### Casting
Jeffrey Wright narra el episodio como el Vigilante, y Marvel planea que otros personajes de la serie tengan la voz de los actores que los interpretaron en las películas del MCU.  El episodio está protagonizado por los actores del episodio anterior Hayley Atwell como Peggy Carter / Capitana Carter, Lake Bell como Natasha Romanoff / Black Widow, Frank Grillo como Brock Rumlow, Chadwick Boseman como Star-Lord T'Challa, Michael B. Jordan como N'Jadaka / Erik "Killmonger" Stevens, Chris Hemsworth como Thor, Benedict Cumberbatch como Doctor Strange Supreme, Toby Jones como Arnim Zola, Tom Hiddleston como Loki, Kurt Russell como Ego, Samuel L. Jackson como Nick Fury y Mick Wingert como Tony Stark/Iron Man. Georges St-Pierre también retoma su papel de Georges Batroc de los medios anteriores del MCU. 
Brian T. Delaney, Ozioma Akagha y Ross Marquand repiten sus papeles como Peter Quill, Shuri y Ultron del segundo, séptimo y octavo episodio, respectivamente, en los que reemplazaron a las estrellas del MCU Chris Pratt, Letitia Wright y James Spader. Cynthia McWilliams le da voz a Gamora, reemplazando a Zoe Saldaña".  Esta versión de Gamora se comercializó como "Gamora, Hija de Thanos".  Eitri, Pepper Potts, Steve Rogers/Capitán América, Sam Wilson/Falcon, Clint Barton/Hawkeye, Wanda Maximoff y Carol Danvers/Capitana Marvel aparecen en papeles sin diálogo. 

### Animación
La animación del episodio fue proporcionada por Flying Bark Productions,  con Stephan Franck como jefe de animación.  Andrews desarrolló el estilo de animación cel-shaded de la serie con Ryan Meinerding, jefe de desarrollo visual de Marvel Studios.   Aunque la serie tiene un estilo artístico consistente, elementos como la cámara y la paleta de colores difieren entre episodios.  
Para representar los estilos de lucha tanto de Ultrón como del Vigilante en este episodio y su predecesor, los animadores utilizaron Kirby Krackle, que ayudó a mostrar el inmenso poder multiversal que tienen ambos personajes. Bradley se mantuvo firme en adoptar esta convención artística para el programa debido a que nunca se usó en las películas de acción real de la franquicia. 

### Música
Marvel Music y Hollywood Records lanzaron digitalmente una banda sonora para el episodio el 8 de octubre de 2021, con la partitura de la compositora Laura Karpman. 

## Marketing
Después del lanzamiento del episodio, Marvel anunció productos inspirados en el episodio como parte de su promoción semanal "Marvel Must Haves" para cada episodio de la serie, incluida ropa, accesorios y Funko Pops basados en Frost Giant Loki, Infinity Killmonger, Gamora con la espada de Thanos, la Capitana Carter con su traje sigiloso y el Vigilante.  Marvel también lanzó un póster para el episodio, con Gamora, Romanoff, T'Challa, Carter, Strange Supreme, Killmonger, Thor y Watcher, junto con una cita del episodio y el título "Guardianes del Multiverso". 

## Recepción
Kirsten Howard de Den of Geek elogió la animación y el diseño como "de primera categoría" y elogió la química entre Carter y Romanoff. Howard consideró que el episodio fue agradable, pero aclaró que "no llega a la grandeza" dado que el episodio centrado en Gamora y Stark se había retrasado debido a la pandemia de COVID-19. Le dio al episodio 4 de 5 estrellas.  Charles Pulliam-Moore de io9 elogió el episodio como un cierre satisfactorio de la temporada, en comparación con los finales abruptos de episodios anteriores. Pulliam-Moore disfrutó de las interacciones de los personajes, particularmente entre Romanoff y Carter. Sin embargo, criticó la escena posterior a los créditos como "una de las menos convincentes [de Marvel Studios]".  Amon Warmann en Yahoo! Movies consideró que el episodio logró combinar personajes de diferentes realidades y comparó favorablemente su narración con episodios anteriores. Warmann elogió el equilibrio entre los motivos de la partitura musical de Karpman y quedó impresionado por las escenas de acción y las imágenes. También elogió el tono del episodio, equilibrando "la gravedad de lo que está en juego" con la ligereza de Thor. Pensó que se esperaba el giro, aunque elogió su conclusión y expresó interés en temporadas futuras.  Tom Jorgensen de IGN fue más crítico con el episodio. Pensó que el final priorizaba la acción sobre la buena narración y lo consideró una "oportunidad perdida" para resolver las historias de episodios anteriores. Pensó que la pelea contra Ultrón fue "decepcionante", comparándola negativamente con la del episodio ocho y la pelea contra Thanos en Titán de Infinity War y sintió que la falta de familiaridad entre los personajes hacía que fuera "difícil involucrarse emocionalmente en la acción".